# 秋田県立秋田きらり支援学校
秋田県立秋田きらり支援学校（あきたけんりつ あきたきらりしえんがっこう）は、秋田県秋田市南ケ丘（南ヶ丘ニュータウン）にある公立特別支援学校。肢体不自由者を主たる教育対象としているが、病弱者（身体虚弱者を含む。）を主たる領域としている学校が秋田県内に存在しないことから、本校が病弱教育のセンター的機能を担っている。

## 概要

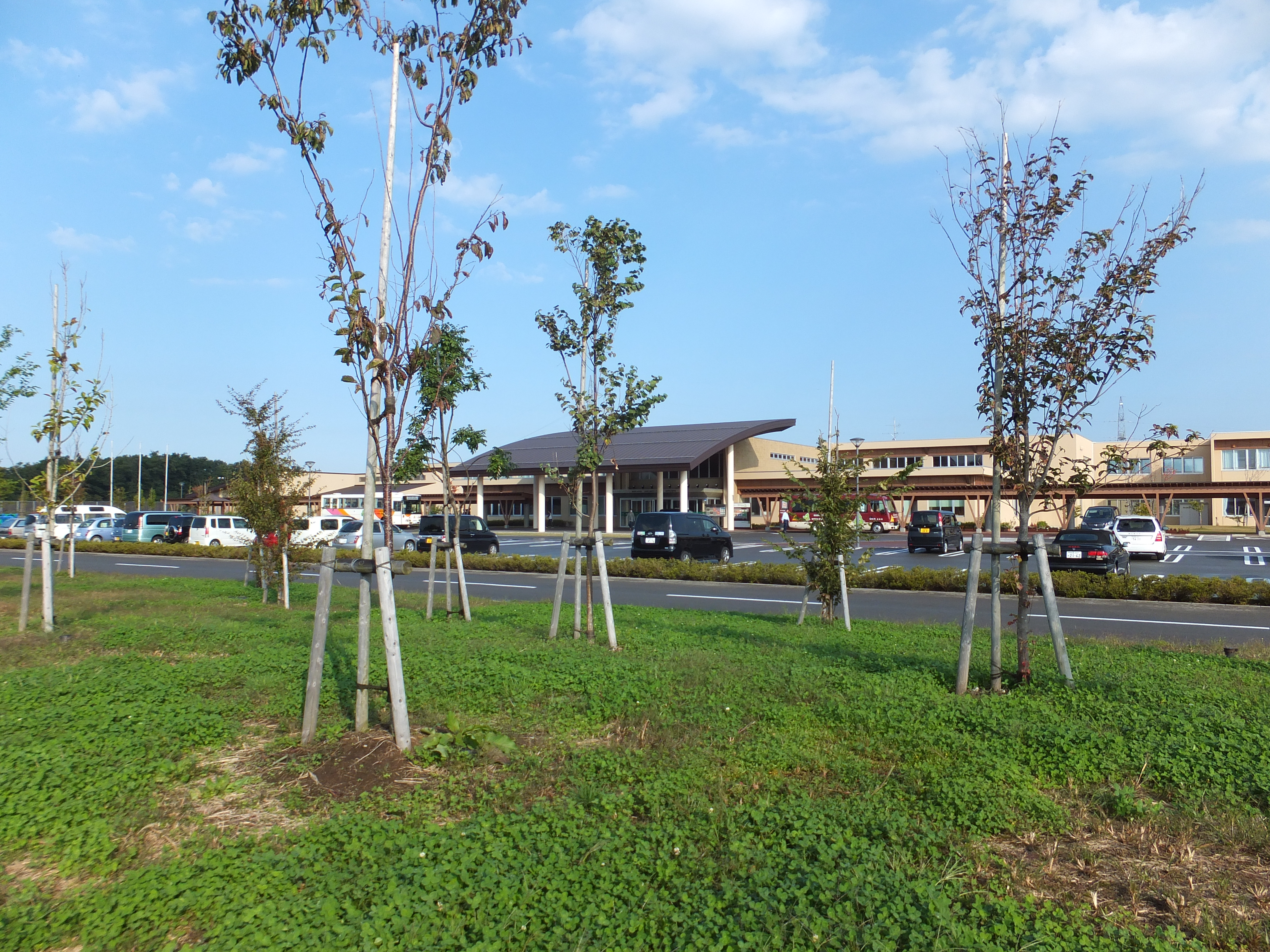
あきた総合支援エリア かがやきの丘

県の第三セクターである秋田県住宅供給公社（2010年3月解散）が、現在の秋田市南ケ丘に造成した「南ヶ丘ニュータウン」が販売不振のため、県が造成予定地を取得し、当該部分を「あきた総合支援エリア かがやきの丘」として整備。そのエリア内の施設の一つとして、肢体不自由者・病弱者（身体虚弱者を含む）を対象とした特別支援学校の新設が計画され、秋田養護学校と勝平養護学校を統合し本校が開校した。
また秋田県立聾学校（現・秋田県立聴覚支援学校）と秋田県立盲学校（現・秋田県立視覚支援学校）も本校と同一地に新築移転。加えて、秋田県太平療育園と秋田県小児療育センターを機能統合した秋田県立医療療育センターも同一地に新設された。これら3学校と医療療育センターは渡り廊下で繋がり、きめ細かな対応ができる体制を構築した。

## 沿革
- 2010年（平成22年）4月1日 - 秋田県立秋田きらり支援学校として開学。
- 2018年（平成30年）6月1日 - 所在地の住居表示実施にともない、秋田市上北手百崎字諏訪ノ沢3番地127から同市南ケ丘一丁目1番1号に住所が変更。
- 2023年（令和5年）4月1日 - 国立病院機構あきた病院に院内学級を開設。

## 学部
- 小学部
- 中学部
- 高等部

原則、各学部および各学年ともに、「準ずる指導」・「知的代替の指導」（各教科等を合わせた指導・生活単元学習など）・「自立活動中心の指導」の3つのクラスを設置して対応しており、訪問教育も行っている。
訪問教育による院内学級は、令和5年度現在、秋田県立医療療育センター、国立病院機構あきた病院、中通総合病院に設置されている（中通総合病院は、同年度現在在籍者なし）。また、中通総合病院には、必要に応じて、通級指導教室を設置する場合がある。

### 注
1. ↑  評定は、2学期制
2. ↑  このため、厳密な意味での「併置校」とはなっていない。
3. ↑  当初は、「秋田県こども総合支援エリア（仮称）」の名称であった。